# Tongass Island
Tongass Island, früher auch Tongas Island geschrieben, ist eine zu den Vereinigten Staaten von Amerika gehörende Insel an der Südspitze des Alaska Panhandle, nahe zur Grenze mit Kanada. Auf der Insel befand sich Fort Tongass, das kurz nach dem Alaska Purchase, dem Erwerb Alaskas durch die Vereinigten Staaten von Russland, als Zollstelle für Reisende, die von Gewässern British Columbia zum Stikine River reisten, errichtet worden war. Dieser Handelsweg hatte große Bedeutung während des Cassiar-Goldrauschs in den 1870er Jahren.
Die Insel liegt westlich von Port Tangass in der Nakat Bucht, in der Nähe des Dixon Entrance und hat eine Länge von 0,8 Meilen. Gebräuchlich war zunächst der Name „Kut-tuk-wah“, der einer der Sprachen der Ureinwohner Alaskas entlehnt war. Die Bezeichnung Tongass Island ist gebräuchlich seit 1891.
Tongass Island ist Herkunftsort des Seattle-Totempfahls, dessen 1939/1940 geschaffene Reproduktion nach wie vor am Pioneer Square in Seattle, Washington zu sehen sind. Kaufleute aus Seattle, die sich auf einer Alaska-Expedition befanden, entwendeten ihn im September 1899 aus einem auf der Insel befindlichen Tlingit-Dorf. Der Totempfahl wurde am 18. Oktober 1899, dem Jahrestag des Alaska Purchase, in Seattle errichtet.

## Einzelbelege
1. ↑   Aldona Jonaitis: Discovering Totem Poles. University of Washington Press, Seattle 2012, ISBN 978-0-295-99187-0, S. 3–6.